# Tigo Alur Pangkalan Jambu
Tigo Alur Pangkalan Jambu is een bestuurslaag in het regentschap Merangin van de provincie Jambi, Indonesië. Tigo Alur Pangkalan Jambu telt 1117 inwoners (volkstelling 2010).